# 死六臣
死六臣（韓語：사육신）是指朝鲜王朝六位被世祖處決的大臣。
1453年首陽大君發動癸酉靖難，殺死權臣金宗瑞，掌握政權。
1455年首陽大君篡奪端宗之位，成為世祖。效忠端宗的六位大臣意圖復辟端宗，而刺杀世祖，失败，在1456年被世祖凌遲（以車裂方式）处死。

## 名單
- 成三問（韓語：성삼문，1418年－1456年）
- 河緯地（韓語：하위지，1387年－1456年）
- 俞應孚（韓語：유응부，？－1456年）
- 朴彭年（韓語：박팽년，1417年－1456年）
- 李塏（1417年－1456年）
- 柳誠源（韓語：유성원，？－1456年）

六人。1982年，國史編纂委員會指出金文起（韓語：김문기，1359年－1456年）也屬於死六臣之一，有時成勝（韓語：성승，？－1456年）會取代俞應孚作為死六臣的一員。